# Iringa
Iringa – miasto w południowej Tanzanii, na wysokości 1600 metrów ponad doliną Little Rauha, ośrodek administracyjny regionu Iringa. Około 113 tys. mieszkańców.